# Zmitrok Biadulia

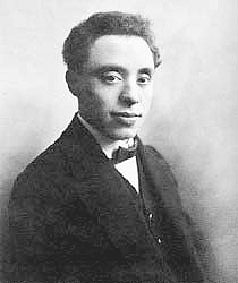
Zmitrok Byadulya

Shmuel Yefimovich Plavnik (bielorruso: Самуіл Яфімавіч Плаўнік; Łacinka: Samuil Jafimavič Płaŭnik más conocido por el seudónimo Źmitrok Biadula, en bielorruso: Змітрок Бядуля, (Pasadziec o Posadets, provincia de Vilna, ahora distrito de Logoisk, región de Minsk, 23 de abril de 1886 - Oral, Kazajistán, 3 de noviembre de 1941) fue un poeta, prosista, traductor, lexicógrafo, erudito y activista político soviético de origen bielorruso.

## Biografía
Nació en una familia judía pobre. Su padre, Chaim Plavnik, natural de Lepel, trasladó a su familia a Vileika al poco de nacer él. En invierno trabajaba como leñador. La madre era una costurera de sombreros. La familia tuvo tres hijos y cuatro hijas, por lo que desde temprano tuvo que ayudar a la familia trabajando. Las habilidades e intereses del niño fueron influidos por la lectura en voz alta de libros que hacía el padre a sus hijos y las canciones que cantaba el padre tocando el violín en su tiempo libre. Desde la infancia, los libros fueron la pasión del futuro escritor. Los buscó de diversas formas, incluida la suscripción desde Vilna a Moscú y San Petersburgo, suplicando a los caballeros y buscándolos en las escuelas cercanas. Además, el abuelo de Samuel, un herrero, tenía una gran biblioteca donde el futuro escritor pasaba mucho tiempo.
Estudió en la escuela primaria tradicional judía (jéder) Después de graduarse, ingresó en la escuela de rabinos Dolginovskaya (ieshivá), luego se mudó a la ieshivá Ilyanskaya, pero no se tituló en ninguna por ser librepensador y haber chocado con la administración, como describió en su autobiografía En bosques densos, y regresó a casa. Trabajó como maestro orientador y, desde 1902, como leñador.
Llegó a hablar yiddish, hebreo, bielorruso, ruso y alemán. En 1910 se convirtió en colaborador habitual del periódico Nasha Niva de Vilna, bajo pseudónimos. Desde 1912 se le unió en el periódico otro gran escritor bielorruso, Yanka Kupala, pero en 1915 regresó con sus padres a Posadets. Luego vivió en Minsk trabajando para la Sociedad Bielorrusa de Ayuda a las Víctimas de la Guerra. Participó en el Primer Congreso de Bielorrusia (diciembre de 1917), y redactó con este motivo un informe para el periódico Bielorrusia Libre. En 1918 colaboró con el periódico Belaruski Shlyakh, publicado bajo ocupación alemana. En 1918-1919 simpatizó con el BPR y fue autor de varios artículos marcadamente antibolcheviques.
Después de la restauración del poder soviético en Minsk (1920), trabajó para el periódico Savetskaya Bielorrusia durante varios años y editó la revista infantil Zorki. Trabajó en el Instituto de Cultura Bielorrusa y fue el primer editor de la revista de historia y etnografía local Our Land. Fue miembro de la asociación literaria "Maladnyak", luego "Uzvysha". A principios de la década de 1930, se arrepintió y renunció a los "nacionalistas burgueses", a quienes mostró de forma caricaturesca en el segundo volumen de la novela Yazep Krushinsky. Fue miembro de la Unión de Escritores de la URSS desde 1934. En agosto de 1936, junto con varios otros escritores bielorrusos, en nombre de la Unión de Escritores Soviéticos de la BSSR, firmó una carta a Stalin pidiendo la destrucción de “los sinvergüenzas de la banda contrarrevolucionaria trotskista de Zinoviev”.
Sus obras más famosas se publicaron después de la revolución de 1917, en verso -Polesie Fables (1922) y el poema Yarilo (1922), en prosa-, el cuento "Ruiseñor" (1927), una colección de cuentos Historias inusuales (1931) y la novela Yazep Krushinsky (1929-1932). En 1939 se publicó el relato autobiográfico En los densos bosques.
Después de la invasión alemana de la URSS en 1941, el escritor se vio obligado a abandonar Bielorrusia . En la evacuación vivió primero en Pizhma, región de Gorki, luego, hasta finales de octubre de 1941, en el pueblo de Novye Burasy, región de Saratov. Murió cerca de Uralsk en Kazajistán, donde fue enterrado.
Al principio, Byadulya se guio por la literatura religiosa judía antigua y de esa época, pero más tarde abandonó este estilo de escritura y comenzó a estudiar literatura moderna. Después comenzó a escribir poesía y cuentos en ruso, imitando a los poetas famosos del siglo XIX, aunque la lengua y la cultura bielorrusas irrumpen en sus obras. En 1909, el periódico en bielorruso Nasha Niva cayó en manos de Zmitrok gracias a uno de los vecinos (el corresponsal permanente del periódico, Wolf Sosensky, quien recomendó a la redacción al nuevo autor). El mismo hecho de la existencia de una publicación "común" impresionó al joven, y el periódico influyó mucho en su cosmovisión. A mediados de 1910, Z. Byadulya presentó sus poemas al comité editorial de Nasha Niva, pero no fueron publicados, quizás porque aún eran inmaduros.
Para las primeras obras de Byaduli, tanto en poesía como en prosa, fue característico el romanticismo para transmitir la cosmovisión y la riqueza de la vida espiritual y cultural de una persona en general y de los campesinos bielorrusos en particular; Byadulya se esforzó por imitar a Y. Kupala e Y. Kolas. A mediados de la década de 1910, el poeta comenzó a firmar con el seudónimo literario por el que es conocido.
El romanticismo de Byaduli fue visible incluso en las descripciones de la naturaleza y la vida, también al describir ensalzadamente a las personas. Pero con el tiempo, el escritor eligió el realismo y se dejó llevar por los bocetos psicológicos y el costumbrismo cotidiano. Se esforzó por mostrar la vida de la forma más real posible. En especial se fijó en la dura labor de los trabajadores ("La vapennai gary"), habló sobre el dolor de las personas que sufren un incendio ("Chyrvonaya Kazka"), mostró la tragedia del campesino ante la crueldad de la vida ("Sin confesión"). Mostró la complejidad de la vida campesina, que fue ayudada por la cercanía del escritor a los aldeanos y la comprensión del alma del campesinado.
En 1911-1912, los poemas de Byaduli en ruso se publicaron en las revistas En las playas del Neva (San Petersburgo) y Joven Gusto (Vilna). En 1913 publicó una colección de impresiones líricas en el idioma bielorruso "Abrazki" (San Petersburgo), desde entonces escribió casi exclusivamente en bielorruso.
Otras obras suyas con El niño de Grodno (1940, poema), Historias (1947), Mi diversión (1949, poemas), Caja de rapé de plata (1958, cuento de hadas e historias), ¡Buen día! (1979, poemas, cuentos), poemas individuales, cuentos. De 1951-1953 se publicaron sus Obras completas 4 volúmenes, y de 1985-1989 se amplió a 5 volúmenes. Publicó además ensayos: Fe, paisaje y libertad en los cuentos y canciones populares de Bielorrusia (1924) y Diez (1930).
Zmitrok Byaduli tradujo del hebreo al bielorruso las novelas de Sholem Aleichem Cotton Motka (1926), Samuil Godiner Chalavek z vintokkai (1933), cuentos de S. Kagan (1940). En 1932, compiló y publicó en Minsk bajo su nombre real Samuil Plavnik el primer Diccionario yiddish-bielorruso (Yareyska-Belarusian Sloanichak; en coautoría con N. Rubinstein). Tradujo algunos poemas de Yuri Budyak y Taras Shevchenko del idioma ucraniano.

## Obras notables
- Fábulas de Polissya
- "Yarilo", poema
- "Los judíos", poema
- "El ruiseñor", cuento
- En los bosques profundos, autobiografía
- Historias inusuales, cuentos
- Yazep Krushinsky, novela
- Judíos en Bielorrusia, ensayo
- "La piel de gallina Palashka" y "Silver Snuffbox", cuentos de hadas.